# Elatostema pseudolongipes
Elatostema pseudolongipes es una especie de planta del género Elatostema, perteneciente a la familia Urticaceae.

## Taxonomía
Elatostema pseudolongipes fue descrita por Wen Tsai Wang y Y. G. Wei en 2014.

## Distribución
Se encuentra en el territorio sudeste de China y Vietnam.